# Victor-Charles Mahillon

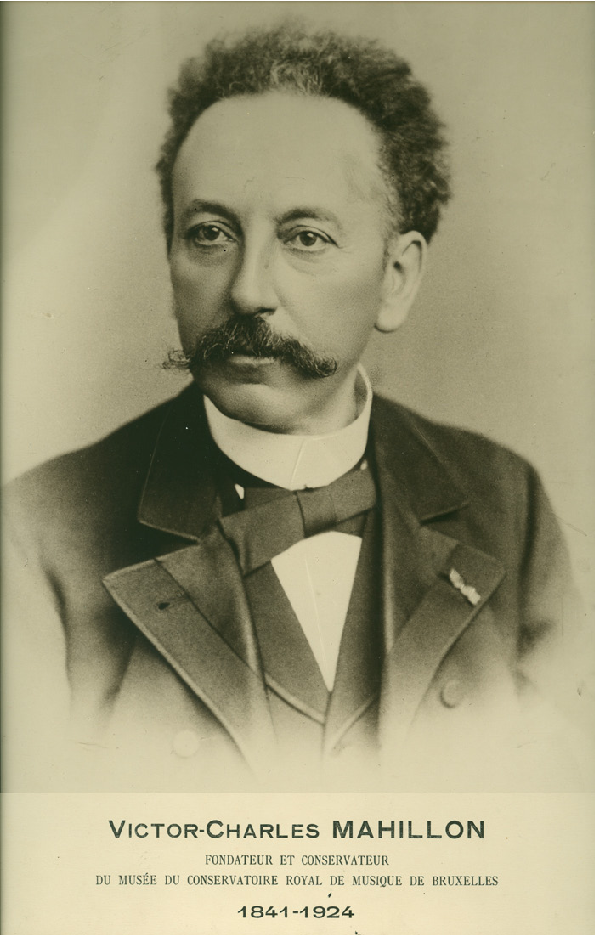
Victor-Charles Mahillon

Victor-Charles Mahillon (Brussel, 10 maart 1841 – Saint-Jean-Cap-Ferrat, 17 juni 1924) was een Belgisch muziekinstrumentenbouwer, organoloog, akoestiekgeleerde en conservator. Voor het Brusselse Muziekinstrumentenmuseum verzamelde en beschreef hij 3666 objecten over 3300 inventarisnummers. Victor-Charles Mahillon is de oudste zoon van de Brusselse blaasinstrumentenbouwer Charles Mahillon (1813-1887) en Mathilde Claire Persy (1821-1876).

## Biografie

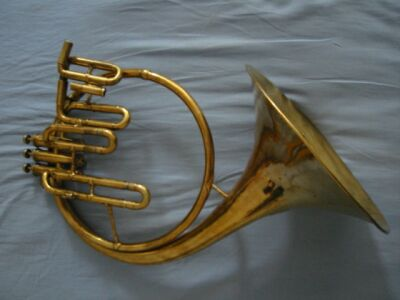
Hoorn van Mahillon

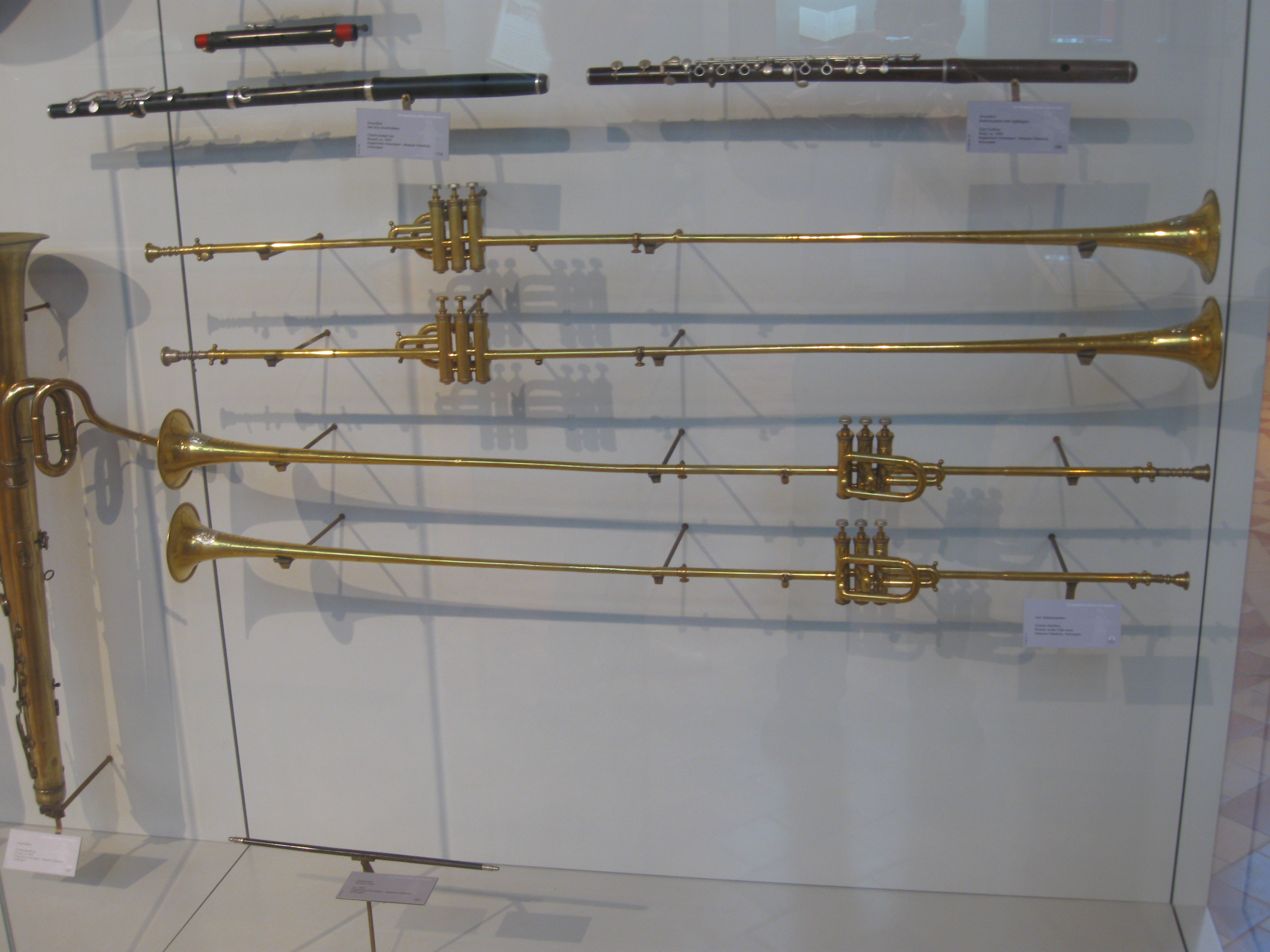
Aida trompetten van Mahillon

### DeManufacture générale d'instruments de musique C. Mahillon
De productie van de firma Mahillon was bijna uitsluitend afgestemd op instrumenten voor harmonie en fanfare. Snaarinstrumenten maakten er geen deel van uit. Harmoniums en piano’s werden pas laat aan het assortiment toegevoegd: respectievelijk vanaf 1882 en 1894. Het succes van de firma Mahillon ligt vooral in de kwaliteit van hun productie, in het consolideren van de vernieuwingen in de blaasinstrumentenbouw die vooral in de jaren 1840 hun beslag hadden gekregen, en in het integreren van de beste bestaande modellen in hun assortiment – veel minder in het creëren van nieuwe modellen of revolutionaire octrooien.
Victor-Charles en zijn broer Joseph-Jean (1848-1923) volgen hun vader op in de muziekinstrumentenfabriek in Brussel in 1882. Een andere broer, Adolphe-Désiré-Hypolite (1851-1906), leidt de muziekhandel, die op 1 januari 1876 zijn deuren opende op het de Brouckèreplein in Brussel. Tussen februari 1876 en maart 1879 ten slotte neemt ook Ferdinand-Charles-Eugène (1855-1948) deel aan de leiding van de bladmuziekzaak; hij leidt het Londense filiaal van de firma tussen 1879 en 1920. Op 15 mei1869 verschijnt de eerste aflevering van het tijdschrift L'Echo musical met Mahillon als directeur en Charles Bosselet jr. als hoofdredacteur. Het tijdschrift richt zich tot legermuzikanten en amateurmusici; de publicatie ervan loopt tot 26 december 1897 (27e jaar, nr. 26) met een onderbreking tussen 8/08/1886 en 7/0/1889. Mahillon publiceerde talrijke artikelen van zijn hand in dit tijdschrift.

### Het Instrumentenmuseum van het Brusselse muziekconservatorium
Op 1 februari 1877 wordt Victor-Charles. Mahillon benoemd tot  eerste conservator van het Instrumentenmuseum van het Koninklijk Conservatorium van Brussel - het huidige Muziekinstrumentenmuseum (MIM) op het Koningsplein. Wanneer hij de leiding ervan op zich neemt, is hij echter al conservator van het particuliere museum van de familie Mahillon, het Musée d'organographie musicale de la Maison Mahillon. De Mahillons begonnen muziekinstrumenten te verzamelen vanaf de jaren 1870.
Het Instrumentenmuseum  opende zijn deuren op 6 mei 1877 met de collecties van Sourindro Mohun Tagore en van voormalig conservatorium directeur François-Joseph Fétis (1784-1871). Rajah Sourindro Mohun Tagore was directeur van de Bengaalse muziekschool in Calcutta. Zijn 98 muziekinstrumenten  zijn uitsluitend afkomstig van het Indische subcontinent en die vormen de eerste nummers van de Catalogue van het Instrumentenmuseum. Overigens is er een link tussen Mahillons bemoeiingen met de Indische muziek en het formuleren van zijn classificatiesysteem voor muziekinstrumenten (cfr. infra). Door toedoen van Mahillon groeit deze basiscollectie uit tot een verzameling van 3.666 stuks, waaronder 3.177 originele muziekinstrumenten, 142 kopieën, 86 akoestische apparaten zoals pijpen voor akoestische experimenten, Helmholtz-resonatoren en sirenes, en verder accessoires, onderdelen van muziekinstrumenten en diverse voorwerpen.
Het aantal objecten dat door schenking werd verkregen, beloopt ongeveer de helft van alle museumobjecten. Met extra middelen, ter beschikking gesteld door de Belgische staat, of geput uit het budget van het Conservatorium, kan Mahillon belangrijke deelcollecties verwerven, zoals de verzamelingen van cellist en vioolbouwer Auguste Tolbecque (1879), van de Venetiaanse familie Contarini-Correr (1886), de Franse koloniaal in Vietnam Dumoutier (1891/1892 en 1894/1895), de Spaanse componist en musicoloog Francisco Asenjo Barbieri  (1902), en ook het museum van de familie Mahillon zelf (1883). De (tweede) verzameling van de Ronsense notaris César Snoeck, met muziekinstrumenten uit de Nederlanden, werd in 1908 aangekocht door de Brussels maecenas Louis Cavens (1850-1940), die ze aan het Instrumentenmuseum schonk. Naast historische Europese blaasinstrumenten, verzamelde Mahillon ook heel wat etnische muziekinstrumenten van over de hele wereld, die hij beschreef in een vijfdelige catalogus.

### Mahillons classificatiesysteem voor muziekinstrumenten
Als organoloog is Victor-Charles Mahillon vooral bekend om zijn classificatiesysteem voor muziekinstrumenten, met vier hoofdklassen, dat in 1914 als basis diende voor het Sachs-Hornbostelsysteem van  Erich von Hornbostel en Curt Sachs dat vandaag nog steeds wordt gebruikt. Die vier hoofdklassen zijn: zelf-klinkende muziekinstrumenten (idiofonen), velinstrumenten (membranofonen),  blaasinstrumenten (aerofonen) en snaarinstrumenten (chordofonen). Sinds de publicatie van Nazir Ali Jairazbhoy’s artikel “The Beginnings of Organology and Ethnomusicology in the West”, is het bon ton om Mahillons systeem te beschouwen als “plagiaat” van de Indische encyclopedie Natyasastra. Mahillon prees inderdaad expliciet het Indische model, maar dat had alles te maken met de resultaten van zijn eigen akoestisch onderzoek. In zijn Eléments d’acoustique die vier jaar voor zijn “Essai de classification” werden uitgegeven, beschouwt hij muziekinstrumenten namelijk vanuit de aard van de trillingsbron. Precies daarom onderscheidt hij “idiofonen” van “membranofonen” van elkaar, daar waar die gewoonlijk gerangschikt worden onder "slaginstrumenten". Overigens maakt Mahillon een zeer precies onderscheid in de trillingsbron van de verschillende groepen bij blaasinstrumenten: fluiten, rietbladinstrumenten, en lipriet-instrumenten (of muziekinstrumenten bespeeld met een mondstuk). In tegenstelling met Mahillon beschouwen von Hornbostel en Sachs de lucht zelf als primaire trillingsbron in hun classificatie van de blaasinstrumenten.

### Mahillons akoestische onderzoekingen en geschriften
Als akoestiekgeleerde vertrekt Mahillon vanuit de praktische noden die hij ondervond in de blaasinstrumentenfabriek van zijn vader. Hij formuleert zo precies mogelijk de waarden die gebruikt worden bij het vaststellen van buislengten, het boren van klankgaten, het spannen van snaren enz. Gaandeweg echter nemen experiment en reflectie toe. Tussen de eerste uitgave van zijn Eléments d'acoustique (1874) en de herwerking ervan tijdens de Eerste Wereldoorlog heeft Mahillon op experimentele wijze zijn vroegere bevindingen verfijnd en ze gegoten in “wetten” – ook al gebruikte hij die term niet. Zijn akoestische wetten, die vooral een antwoord willen geven op de vraag naar de berekening van de eindcorrectie bij blaasinstrumenten, werden als dusdanig erkend en uitgegeven door Friedrich August Drechsel in 1927. De apparaten die Mahillon voor zijn akoestische experimenten gebruikte worden bewaard in het Brusselse MIM [Bmim 2230, 2231, & 2232].
Van Mahillons systeem van registeraanduidingen, wellicht het meest overzichtelijke en coherente dat er ooit werd uitgedacht, wordt ten onrechte niet meer gesproken. Zijn bemoeiingen om akoestische theorieën aanschouwelijk te maken, onder meer door – in navolging van zijn vader – gebruik te maken van houten trompetten, waren legendarisch. Zo een houten trompet heeft volgens Mahillon “uiteraard” hetzelfde timbre als een koperen exemplaar. Verschillende exemplaren ervan worden bewaard in het Brusselse MIM [bijvoorbeeld Bmim 0572].

### Mahillons benadering van historische muziekinstrumenten
In 1877 wordt Victor-Charles Mahillon conservator van het Instrumentenmuseum, op zijn uitdrukkelijk verzoek, en met de goedkeuring van conservatoriumdirecteur François-Auguste Gevaert (1828-1908). Die was niet alleen een uitstekend dirigent, theoreticus en componist, maar ook een specialist in de muziek van de Griekse en Romeinse oudheid. Na de opening van het museum, in de zomer van 1877, gingen Gevaert en Mahillon naar Pompei voor een sessie 'experimentele archeologie', zoals Roberto Melini het noemt.
Om Gevaert te helpen bij zijn onderzoek naar de muziek van de antieke wereld, beschreef Mahillon zowel de muzikale aspecten als de bouw van antieke hobotypen, tibiae en auloi, en gebogen trompetten of cornua  en maakte hij er getrouwe kopieën van.
Mahillons betrokkenheid bij Gevaerts ‘experimentele archeologie’ kan gezien worden als de aanleiding om kopieën van historische muziekinstrumenten aan te (laten) maken voor het Instrumentenmuseum. De in total 142 historisch getrouwe kopieën dienden in de eerste plaats om te voorzien in lacunes in de collectie. In sommige gevallen gebruikt Mahillon kopieën om te ruilen, zoals met Angul Hammerich in Kopenhagen, of met mevrouw Crosby Brown voor het Metropolitan Museum in New York. Een reconstructie van een Romeinse tibia, van een Etruskische lituus en van een cornu of tuba curva schonk hij aan het Parijse Muziekinstrumentenmuseum, een cornu en een cornet schonk hij aan het museum van het conservatorium L. Cherubini in Florence.
Sommige kopieën hebben gediend bij uitvoering van oude muziek. De kithara (Bmim  1494 bis), de aulos spondaikos (Bmim 1971) en de dubbel auloi (Bmim 1972) werden aangemaakt voor het concert van 25 mei 1896 voor de Brusselse Société pour le progrès des études philologiques et historiques. De met kleppen uitgeruste zink (Bmim 1226), werd gebruikt werd in een uitvoering van Christoph Willibald von Glucks Orphée in het Brusselse Conservatorium op 30 maart 1890.
Onder impuls van Gevaert neemt Mahillon eigentijdse versies van historische muziekinstrumenten op in het productiegamma van de firma: de oboe d’amore (1874), de bassethoorn – voor het eerst getoond op de Parijse wereldtentoonstelling van 1878, en de “Bach”-trompet in d’. Die laatste werd ontwikkeld vóór 1875, maar slechts effectief gebruikt vanaf 1889 o.m. voor uitvoeringen van Bachs H-moll Messe in de historische concerten van het Brusselse Conservatorium olv Gevaert.
De heliconvormige cornu van de firma Mahillon, naar Romeins model maar met 3 ventielen, die op de Brusselse wereldtentoonstelling van 1897 te zien was, is een vergelijkbare pastiche. Van deze cornu-pastiche heeft het Antwerpse Vleeshuismuseum twee gesigneerde exemplaren (VH inv. nrs. 273 en 274), en het Brusselse Muziekinstrumentenmuseum één (Bmim LD 242). Overigens liet Mahillon eveneens historisch getrouwe kopieën aanmaken  van baroktrompetten, schalmeien en pommers door zijn firma. Die werden gebruikt in historische processies in Brussel (1880 & 1885), Rijsel en Antwerpen (1892).
Mahillon gebruikte museuminstrumenten voor verschillende concerten van oude muziek die 1879 en 1890 plaats vonden in het Brusselse Conservatorium, in Londen in juli 1885, in het Brusselse Paleis voor Academiën in oktober 1886 en april 1888, op de internationale tentoonstelling in Bologna en Milaan in mei 1888, en op het Grand concours international des sciences et de l’industrie in Brussel in augustus 1888. De programma's ervan omvatten 17e- en 18e-eeuwse instrumentale muziek die werd uitgevoerd op klavecimbels van het museum (Tibaut, Marius, Hass), gamba’s (Bertrand, een kopie van Tolbecque), dwarsfluiten (Denner), een regaal (Theodorus W.S. Agathe - Halle), positieforgels, blokfluiten (Rouge, Lambert), kromhoorns en cornetten.

## Publicaties
- 1874: Les Éléments d'acoustique musicale et instrumentale
- 1889: bijdragen aan Encyclopædia Britannica, negende editie
- 1910: bijdragen aan Encyclopædia Britannica, elfde editie

- Biblioteca Nacional de España: XX958507
- Bibliothèque nationale de France: cb12171445c (data)
- Gemeinsame Normdatei: 118576267
- International Standard Name Identifier: 0000 0001 1020 0290
- Library of Congress Control Number: n86834701
- Nationale Bibliotheek van Israël: 987007271566405171
- Nederlandse Thesaurus van Auteursnamen: 172294274
- SNAC: w6gt609r
- Système universitaire de documentation: 085906182
- Virtual International Authority File: 2513205
- WorldCat: E39PBJd3MBrc3PvmwXvjWwDyVC